# Бад-Клайнкирххайм
Бад-Клайнкирххайм (нем. Bad Kleinkirchheim) — коммуна (Gemeinde) в Австрии, в федеральной земле Каринтия.
Входит в состав округа Шпитталь. Население составляет 1809 человек (на 31 декабря 2005 года). Занимает площадь 74,01 км². Официальный код — 2 06 01.
На горнолыжных трассах Бад-Клайнкирххайма регулярно проходят этапы Кубка мира по горнолыжному спорту.

## Фотографии
- Капелла

## Политическая ситуация
Бургомистр коммуны — Маттиас Крен (АБА) по результатам выборов 2003 года.
Совет представителей коммуны (нем. Gemeinderat) состоит из 15 мест.
- АБА занимает 7 мест.
- СДПА занимает 4 места.
- АНП занимает 3 места.
- местный список: 1 место.